# Cosmethis floridata
Cosmethis floridata là một loài bướm đêm trong họ Geometridae.